# Öttusa az 1960. évi nyári olimpiai játékokon
Az 1960. évi nyári olimpiai játékokon öttusában két számban avattak bajnokot.

## Éremtáblázat
(Magyarország eltérő háttérszínnel, az egyes számoszlopok legmagasabb értéke, illetve értékei vastagítással kiemelve.)
| Az 1960. évi nyári olimpiai játékok éremtáblázata öttusában | Az 1960. évi nyári olimpiai játékok éremtáblázata öttusában | Az 1960. évi nyári olimpiai játékok éremtáblázata öttusában | Az 1960. évi nyári olimpiai játékok éremtáblázata öttusában | Az 1960. évi nyári olimpiai játékok éremtáblázata öttusában | Olimpia  |
| ----------------------------------------------------------- | ----------------------------------------------------------- | ----------------------------------------------------------- | ----------------------------------------------------------- | ----------------------------------------------------------- | -------- |
|                                                             | Ország                                                      | Arany                                                       | Ezüst                                                       | Bronz                                                       | Összesen |
| 1.                                                          | Magyarország (HUN)                                          | 2                                                           | 1                                                           | 0                                                           | 3        |
|                                                             |                                                             |                                                             |                                                             |                                                             |          |
| 2.                                                          | Szovjetunió (URS)                                           | 0                                                           | 1                                                           | 0                                                           | 1        |
|                                                             |                                                             |                                                             |                                                             |                                                             |          |
| 3.                                                          | Egyesült Államok (USA)                                      | 0                                                           | 0                                                           | 2                                                           | 2        |
|                                                             |                                                             |                                                             |                                                             |                                                             |          |
| Összesen                                                    | Összesen                                                    | 2                                                           | 2                                                           | 2                                                           | 6        |

## Érmesek
| Az 1960. évi nyári olimpiai játékok érmesei öttusában |                                                                |       |                                                                    |       |                                                                      |       |
| Versenyszám                                           | Arany                                                          | Arany | Ezüst                                                              | Ezüst | Bronz                                                                | Bronz |
| egyéni                                                | Németh Ferenc · Magyarország (HUN)                             | 5024  | Nagy Imre · Magyarország (HUN)                                     | 4988  | Robert Beck · Egyesült Államok (USA)                                 | 4981  |
| csapat                                                | Magyarország (HUN) · Balczó András · Németh Ferenc · Nagy Imre | 14863 | Szovjetunió (URS) · Nyikolaj Tatarinov · Hanno Selg · Igor Novikov | 14309 | Egyesült Államok (USA) · Robert Beck · Jack Daniels · George Lambert | 14192 |

## Magyar szereplés
- Németh Ferenc 1. hely 5 024 pont
- Nagy Imre 2. hely 4 988 pont
- Balczó András 4. hely 4 973 pont
- Csapat: 1 hely 14 863 pont